# 等族国家
等族国家（とうぞくこっか、ドイツ語:Ständestaat）とは、ヨーロッパで封建国家と絶対主義国家の中間に出現する国家形態。身分制国家ともよばれる。貴族、聖職者、市民や農民の代表者など身分制議会に出席できる権利を持つものを等族という。

## 概説
封建制国家は、特にイギリスとドイツで典型的に身分制秩序が発展し、身分制議会（等族議会）が形成されるようになった。これは一方で貴族による王権の制限という形式を取ったが、同時に王権を中心とした王国単位での共同体を創設することにもなり、普遍的な世界（中世キリスト教の教皇権を基盤とした国家）の解体につながるものであった。このような身分制に基づく議会主義をとる国家を等族国家といい、ヨーロッパ中世後期に特徴的な国家様式であると考えられている。
等族国家は西はブリテン島から東はポーランド、さらには聖地に作られた十字軍国家も同様の形態を取るが、その内実は地域によりかなり異なる。

## 等族国家と公会議主義
等族国家は、各王国規模での政治社会を定着させることにつながり、中世的な普遍世界から絶対王政への橋渡しをする役割を担った。これは教権の側から見れば、王国ごとに教会を分断しようとする動きとなり、危険なものであった。なぜなら皇帝権との対立が同じ普遍性の土台の上で戦ったものであったために教権の普遍性自体を疑うものではなかったのに対し、等族国家はまさに普遍性そのものを問題としたからである。このような代議制的統治の構造は、実に教会においてまず発展し、教皇首位権に対する公会議主義の思想が展開した。グレゴリウス改革後の1123年にローマで公会議が開催され、西欧における代議制統治が始まる。
1213年にインノケンティウス3世が招集した第4ラテラノ公会議には、高位聖職者だけでなく、諸王の使節・イタリア諸都市の使者・司教座教会や聖堂参事会教会で選出された代表が出席した。また同時期にドミニコ会でも代議制的統治組織が発展し、世俗支配においては、1158年、バルバロッサがロンカグリア (it) において招集した帝国議会をその嚆矢とする。ティアニーは教会の制度を世俗王権が模倣したというよりは、時代の必要性がもたらしたものだとしているが、一方で代議制統治の発展において、教会法学者の影響が大きなものであることを強調している。

## フランスの等族国家
フランスではカペー朝による王領拡大が諸侯領を破壊する形でおこなわれ、王国に対する国王の支配がより強力であったために、等族議会である三部会では当初から国王が主導的な役割を担い、国王の政策の道具として扱われる側面が強かった。
13世紀後半にフィリップ4世が即位すると、聖職者への課税権を巡って教皇と対立した。教皇の側ではアエギディウス・コロンナ (en) が論陣を張り、一方のフランス王権を支持したのがパリのヨアンネス (en) であった。ヨアンネスは聖職者は単なる精神的権威であるから世俗のことに関わるべきでないとして教皇の世俗への介入を批判し、一方で世俗国家を自然的社会の最高形態であるからその君主は教会による聖別を必要としないと論じた。

### 三部会
1302年にフィリップ4世は三部会を開いて等族諸身分の支持をとりつけ、教皇ボニファティウス8世を捕らえてこれを憤死させた（アナーニ事件)。
マルク・ブロックによれば、これはボニファティウス8世の即位事情から納得できるという。すなわち教皇ニコラウス4世の死後、教皇選挙会議はオルシニ派とコロンナ派の対立によって2年の間決着がつかず、結局ケレスティヌス5世が即位したが、教皇庁を統治することができずに5か月で辞任した。その後にボニファティウス8世が即位するのだが、このときケレスティヌス5世が辞任したのはボニファティウス8世が不正手段を用いたからだという認識が当時おもに教権の敵対者を中心に存在した。
フィリップ4世はフランス人であるクレメンス5世を擁立すると、教皇庁をアヴィニョンに移転させた。以後70年間にわたり教皇庁はアヴィニョンにあってフランス王権の影響をうけた（アヴィニョン捕囚)。
クレメンス5世の時代にはテンプル騎士団がフィリップ4世によって異端として告発され、クレメンス5世はこの異端裁判において教皇側のイニシアティヴを維持しようとした。フィリップ4世は宰相ノガレに命じてテンプル騎士団員を逮捕させ、拷問などによって自白を強要して異端告発した。教皇があらためて騎士団員の取り調べをおこなうと、彼らはこれまでの自白の一切を取り消したという。教皇は裁判をやり直すこととしたが、フィリップ4世は教皇を脅迫する一方、フランス世論をたきつけてテンプル騎士団への非難をあおったとされているが、結局はフランス王権に屈服し、ヴィエンヌ公会議でテンプル騎士団の解散を宣言した。
カペー朝の断絶後、1337年に百年戦争が始まるとフランスは徐々に戦争により疲弊し、相対的に教皇庁は自立性を強めた。「アヴィニョン捕囚」期は続く教会大分裂時代とともに概して教権の没落期・低迷期と考えられる時期であるが、一方で教会の司法制度が整えられ、教権の教会法上における権限の上昇が見られた。
この時代にフランス(ガリア)の教会が教権からの独立を求めるガリカニスムという主張があらわれた。その契機と考えられるのはパリのヨアンネスである。

## ドイツの等族国家
ドイツでは大空位時代(1250年-1273年)から諸侯の自立化が進み、カール4世(在位：1355年 - 1378年）の時代に金印勅書の制定によって国王の選挙制が確立された。重要な帝国法は帝国議会で決定されるのが常となり、典型的な等族国家を形成した。
神聖ローマ皇帝ルートヴィヒ4世（在位：1314年 - 1347年）はイタリア政策を積極的に進めようと皇帝代理をイタリアに派遣したが、このことがアヴィニョンの教皇ヨハネス22世を刺激し、教皇はイタリアにおける自身の権益が脅かされているものと認識した。ヨハネス22世はルートヴィヒ4世が教皇による国王としての、あるいは皇帝としての承認を受けていないにもかかわらず、国王として、また皇帝として振る舞っているとして批判した。ヨハネス22世は以上の論法からルートヴィヒ4世が教皇に服従することを求めたが、ルートヴィヒ4世が応じようとしないので、これを破門した。これに対しルートヴィヒ4世は選挙に基づく王権の独立性を訴えた。彼に理論的根拠を与えたのはパドヴァのマルシリウスで、『平和の擁護者』を著して法の権威を人民に求め、教会の介入に対して政治社会の自律性を主張した。教皇首位権に対しても聖職者の平等を訴えてこれに挑戦する内容であった。
ルートヴィヒ4世は1327年にイタリア遠征に出発し、ローマに入城して1328年にはローマ人民によって戴冠された。カール大帝以来、帝冠は教皇によって戴冠されるものと考えられていたのに対し、この新式の戴冠は明らかに同行していたマルシリウスの示唆によるものだった。ルートヴィヒ4世はヨハネス22世の廃位を宣言し、ニコラウス5世を擁立した。しかしニコラウス5世は皇帝がイタリアを去ると、1330年にはヨハネス22世に屈服した。その後もルートヴィヒ4世はオッカムのウィリアムなどの有力な理論的神学者を用い、ヨハネス22世とその跡を継いだベネディクトゥス12世、クレメンス6世との間で長い論争が続いたが、決着はつかなかった。
論争が続けられる一方、1338年に帝国法「リケット・ユーリス」が決議され、皇帝選挙の根拠が定められた。これは皇帝の位と権力が神に由来することを示し、選挙侯による選挙によって選ばれた者がただちに国王であり、皇帝であることを定めたもので、ドイツの国王位と神聖ローマ皇帝位に対する教皇の介入を徹底的に排したものであった。ルートヴィヒ4世の死後、ルクセンブルク家のベーメン王カールがカール4世として即位すると、金印勅書を制定して国王選挙権を7人の選帝侯に限り、さらにその選帝侯の権利はそれぞれの領国に結びつけられ、長子相続によることが定められた。これによりドイツ国王は教皇の承認を経なくても皇帝権の行使をおこなうことが可能となり、皇帝位がドイツ国王位と永久的に結びつけられたが、一方で選帝侯は領国内での無制限裁判高権、至高権、関税徴収権、貨幣鋳造権などの諸特権を獲得し、国王からの自立性を強めた。